# Титан (супутник)
Тита́н (лат. Titan, грец. Τῑτάν) — найбільший супутник Сатурна, другий за розміром у Сонячній системі. Другий за віддаленістю серед семи гравітаційно округлих супутників Сатурна. Єдиний супутник у Сонячній системі, який має щільну атмосферу, що складається переважно з азоту й метану, а також єдине місце, окрім Землі, де знайдено рідини у формі морів, озер та річок.
Титан відкрив 1655 року астроном Християн Гюйгенс, який досліджував кільця Сатурна за допомогою телескопа. В 1944 році встановили, що супутник має щільну атмосферу. Впродовж наступних десятиліть він досліджувався за допомогою космічного телескопа «Габбл» та космічних апаратів «Піонер-11», «Вояджер-1» та «Кассіні». У 2005 році на поверхню Титану сів зонд «Гюйгенс», що зробило його другим природним супутником у Сонячній системі, на який здійснили посадку космічні апарати.
Титан складається переважно з водяного льоду та кам'янистих порід. Припускають, що він має велике кам'янисте ядро та кілька шарів; можливе існування підповерхневого океану рідкої води. Поверхня рівнинна, з невеликою кількістю ударних кратерів, гір та дюн; наявні озера з рідкого метану.

## Відкриття та назва

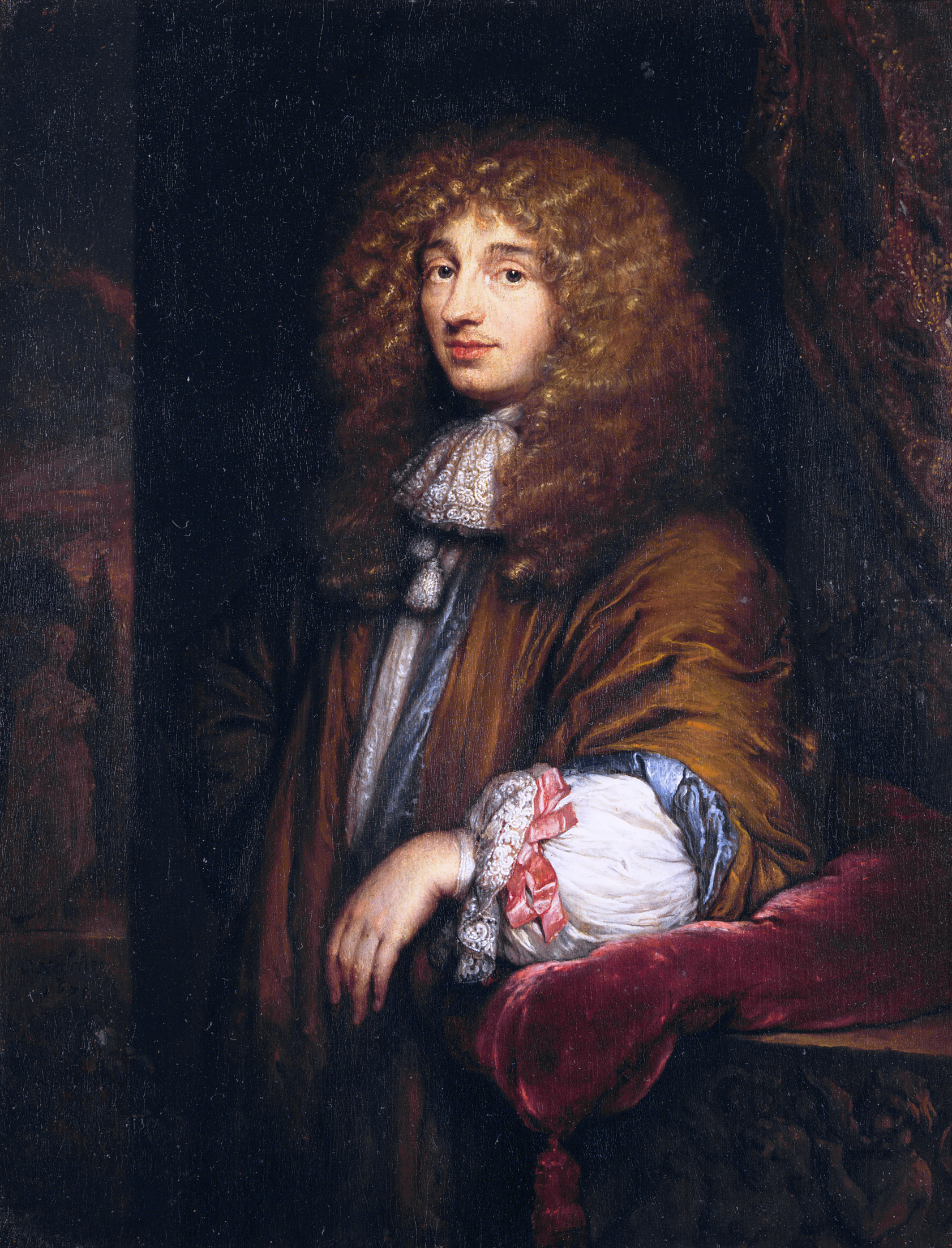
Християн Гюйгенс

Титан відкрив 25 березня 1655 року нідерландський вчений Християн Гюйгенс. Християн, разом зі своїм братом Костянтином, займався виготовленням телескопів та проводив дослідження з оптики. Завдяки отриманим знанням він зміг суттєво покращити конструкцію тогочасних телескопів. У 1655 році він спрямував один зі своїх нових телескопів на Сатурн з наміром вивчити його кільця, але окрім них поруч з планетою побачив великий супутник, тепер відомий як Титан.
Гюйгенс назвав своє відкриття «Saturni Luna» (супутник Сатурна). Після того, як французький астроном Джованні Кассіні опублікував свої відкриття ще чотирьох менших за розміром супутників Сатурна між 1673 і 1686 роками, були введені позначення цих супутників римськими цифрами від «Сатурн I» до «Сатурн VI», де Титан позначався, як «Сатурн VI». Міжнародний астрономічний союз досі часто використовує це позначення. Серед інших ранніх назв Титана була назва «звичайний супутник Сатурна».
Назву «Титан», як і назви всіх семи супутників Сатурна, відомих в 1830-х роках, запропонував англійський астроном Джон Гершель (син Вільяма Гершеля, першовідкривача Мімаса та Енцелада). Вона походить від титанів, божеств грецької міфології.

## Дослідження
До подальшого активнішого дослідження Титана призвело виявлення в нього атмосфери, зроблене майже через 300 років після відкриття самого супутника. У 1944 році голландсько-американський астроном Джерард Койпер пропускав сонячне світло, відбите від Титана, через спектрометр, та виявив лінії поглинання газоподібного метану, що вказувало на наявність атмосфери.

### «Піонер-11»

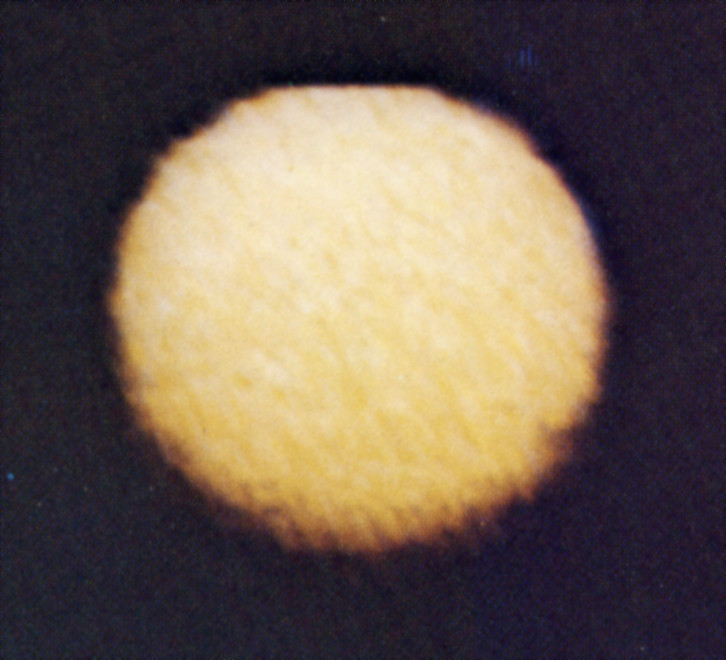
Титан (фото «Піонер-11»)

«Піонер-11» було запущено 1973 року для дослідження Юпітера і Сатурна. Він став першим космічним апаратом, який досліджував Титан. «Піонер-11» пролетів через систему Сатурна 1 вересня 1979 року. Астрономи на Землі раніше підрахували температуру Титана та обчислили його масу, а «Піонер-11» підтвердив результати цих розрахунків. Він визначив, що супутник є надто холодним для підтримання на ньому життя: температура Титана становила −193°C. «Піонер-11» на межі можливостей камери зафіксував блакитну імлу у верхніх шарах атмосфери Титана, які, як прогнозували вчені, міг краще роздивитися наступний космічний корабель — «Вояджер».

### «Вояджер»

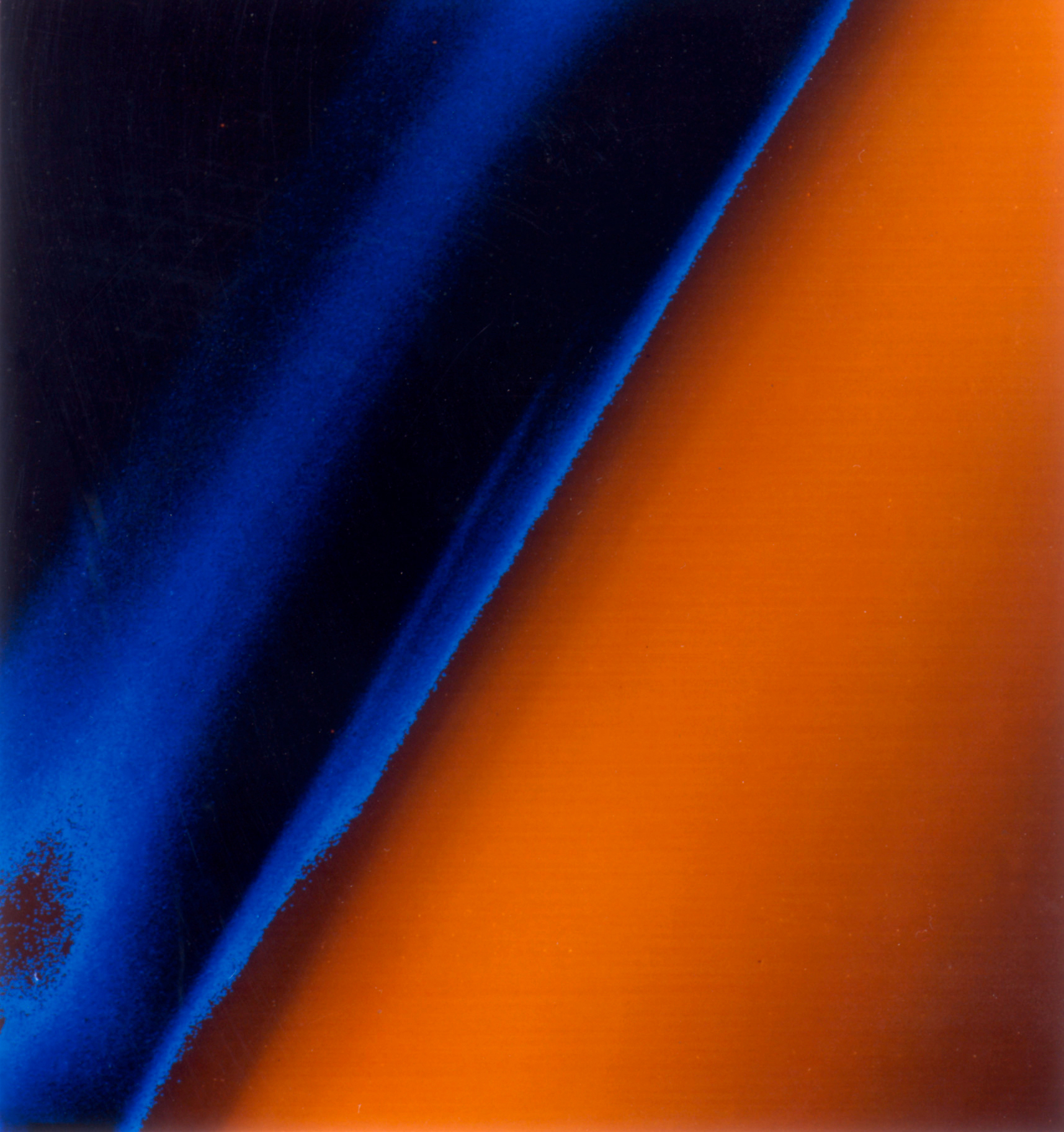
Імла на Титані (фото «Вояджера-1»)

Космічні апарати «Вояджер-1» та «Вояджер-2» було запущено 1977 року для дослідження Юпітера, Сатурна та польоту до краю Сонячної системи.
Коли «Вояджер-1» і «Вояджер-2» проходили крізь систему Сатурна в 1980 і 1981 роках, вони не змогли сфотографувати поверхню Титана через його туманну атмосферу (зображення з цієї місії показували невиразний помаранчевий світ), але підтвердили наявність блакитної імли, як окремого верхнього шару атмосфери Титана. «Вояджери» також відзначили чітку різницю в яскравості з півночі на південь, що, як вчені припускали й пізніше підтвердили, було сезонним явищем.
Пролітаючи повз Сатурн, «Вояджер-1» сфотографував супутники Титан, Мімас, Енцелад, Тефію, Діону та Рею. Найбільший науковий інтерес представляв Титан, біля якого «Вояджер-1» пролетів 12 листопада 1980 року на відстані 4000 км. Зображення показали густу атмосферу, яка повністю приховувала поверхню. Встановлено, що атмосфера супутника на 90 % складається з азоту. Космічний апарат надав дані близькі до сучасних, вимірявши діаметр Титана (приблизно 5125 км), а також температуру та тиск в атмосфері супутника (1,6 атмосфери та −179°C). Атмосферні дані свідчили про те, що Титан може бути першим тілом у Сонячній системі, крім Землі, на поверхні якого може існувати рідина. Присутність азоту, метану та складніших вуглеводнів (ацетилену, етану, пропану та інших органічних сполук) свідчила про те, що на Титані можливі пребіотичні хімічні реакції.

### «Кассіні — Гюйгенс»
Космічний апарат «Кассіні» запустили 2004 року для дослідження Сатурна і його супутників. Завдяки йому виявлено озера метану на Титані. Основним завданням частини місії «Кассіні», що стосувалася Титана, було дослідити вміст атмосферних компонентів, розподіл слідів газів і аерозолів, вітри та температури, склад і стан поверхні та верхні шари атмосфери. Також досліджено взаємодію Титана з сонячним вітром і магнітосферою Сатурна. Завдяки місії виявлено, що на Титані є дощі, річки, озера та моря; він оповитий густою, збагаченою азотом атмосферою і може бути схожим на те, якою була Земля давним-давно. «Кассіні» здійснив 127 близьких прольотів повз Титан протягом 13 років, використовуючи набір інструментів, включаючи радари та інфрачервоні інструменти, щоб вдивлятися крізь імлу Титана та дати вченим детальний огляд поверхні супутника та його складної атмосфери.
«Кассіні» також перевозив зонд «Гюйгенс», який приземлився на Титан у 2005 році. Зонд Європейського космічного агентства став першим космічним апаратом, який здійснив м’яку посадку на поверхню супутника іншої планети. Станом на 2024 рік, Титан є найбільш віддаленим об'єктом, на який спущено космічний апарат. Зонд забезпечив перше пряме дослідження атмосфери Титана і перші та єдині прямі зображення його поверхні. «Гюйгенс» надсилав зображення та інші наукові результати під час двох з половиною годин спуску через туманну атмосферу Титана, перш ніж здійснив м'яку посадку серед округлих брил льоду на заплаві, вологій від рідкого метану.
«Гюйгенс» приземлився на поверхню, схожу на пісок, покриту крижаними крупинками. Знімки поверхні показали пласку рівнину, всіяну галькою, з видимими доказами рідкої ерозії у недавньому минулому. Подальші дані підтвердили існування рідких вуглеводневих озер у полярних районах Титана.
Конструкція та проєктування зонда «Гюйгенс» не передбачали довготривале функціонування на поверхні супутника після здійснення посадки, хоча вчені не виключали такої можливості. Проблема в програмі зв'язку обмежила кількість зображень, які «Гюйгенс» передав на «Кассіні», приблизно з 700 до 376, серед яких 224 зображення околиць місця посадки. Апарат працював впродовж 3 годин і 10 хвилин після посадки.

### Телескоп Габбла
З 4 по 18 жовтня 1994 року планетарна камера космічного телескопа Габбла зробила 53 зображення Титана в діапазоні хвиль від ультрафіолетового до ближнього інфрачервоного. Імла виявилася прозорою для інфрачервоного світла. Чотирнадцять зображень були використані для створення першої карти альбедо поверхні Титана на довжині хвилі 0,94 мікрометра; вісім інших зображень поверхні Титана зроблено на довжині хвилі близько 1,08 мікрометра. Зображення телескопа Габбла показали великі яскраві та темні області, включаючи яскраву область розміром з Австралію. Результати Габбла не довели існування рідких морів, це підтверджено лише 2004 року.

### Телескоп Джеймса Вебба
Космічний телескоп «Джеймс Вебб» у листопаді 2022 року зафіксував на фотографії хмари в північній півкулі Титана. Вчені довго чекали на можливість використати можливості цього телескопа (оскільки його робочий діапазон довжин хвиль припадає саме на інфрачервону ділянку спектра) для вивчення атмосфери Титана, включно з його погодними умовами та газовим складом, а також подивитися крізь імлу, щоб вивчити особливості альбедо на поверхні.

### Майбутні місії
Dragonfly — концепт космічного апарата для дослідження Титана за допомогою пересувного роботизованого посадкового апарата гвинтокрильного типу. Його завдання — дослідження пребіотичних хімічних сполук і пошук позаземних форм життя в різних місцевостях за допомогою вертикального зльоту і посадки. Запуск заплановано на 2028 рік. Dragonfly доставить найширший набір наукових приладів, з усіх, що колись відправляли на інше небесне тіло. Згідно з планом, апарат має подолати понад 80 кілометрів по поверхні Титана, приземляючись та збираючи зразки.
Декілька запропонованих місій не отримали належної підтримки та фінансування, зокрема:
- Місія Titan Saturn System Mission мала відбутися в кооперації між ESA та NASA. Вона передбачала запуск атмосферного зонда з повітряною кулею, що літатиме в атмосфері Титана протягом шести місяців[29].
- Спускний апарат Titan Mare Explorer (NASA), який мав приземлитися в північній півкулі Титана[30].
- Проєкт Titan Lake In-situ Sampling Propelled Explorer (TALISE) приватної інженерної фірми з Іспанії був подібним до Titan Mare Explorer[31].
- AVIATR ― безпілотний літальний апарат для дослідження Титана на поверхні та в повітрі[32].

## Формування
Щодо походження Титана немає впевненості. Декілька приладів місії NASA та ESA «Кассіні — Гюйгенс» виміряли співвідношення ізотопів азоту-14 та азоту-15 в атмосфері Титана та з'ясували, що співвідношення кількості атомів різних ізотопів азоту на Титані значною мірою збігається з показниками в кометах із Хмари Оорта — області із сотень мільярдів крижаних тіл, які, як вважають вчені, обертаються навколо Сонця на відстані від 5000 до 100 000 астрономічних одиниць. Співвідношення кількостей ізотопів азоту в атмосфері Титану свідчить про те, що «будівельні блоки» супутника утворилися на початку існування Сонячної системи, у тому самому холодному диску газу та пилу, який утворив Сонце, а не в теплішому диску матеріалу, який пізніше утворив Сатурн.

## Фізичні характеристики

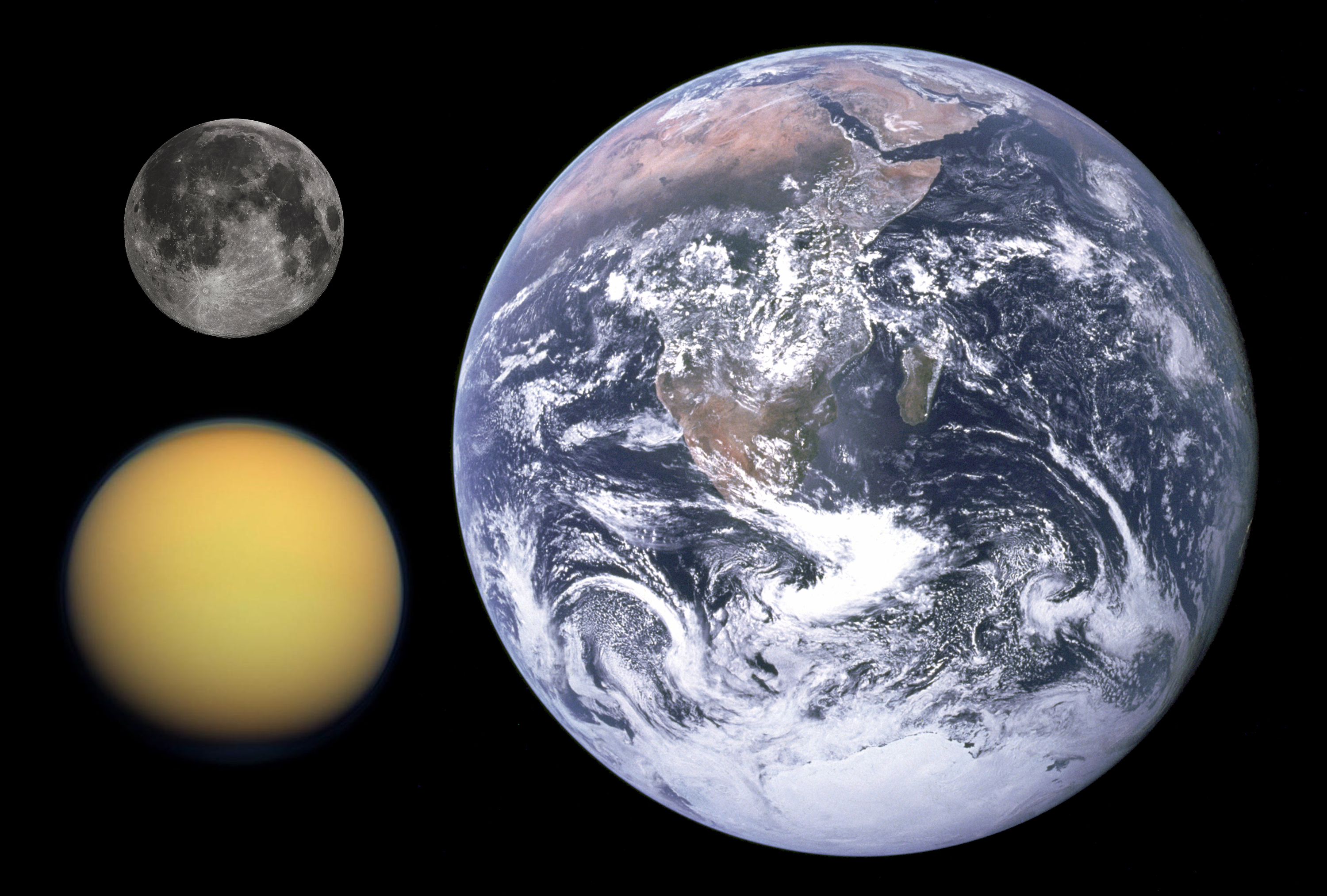
Порівняння розмірів Титана, Землі та Місяця

Діаметр Титана становить 5149 кілометрів. Він більший за Меркурій і Плутон та є другим за величиною супутником Сонячної системи. Супутник Юпітера Ганімед приблизно на 2 % більший, хоча до прольоту «Вояджера-1» у 1980 році вважалося, що Титан був трохи більшим за Ганімед. Ця переоцінка була спричинена щільною, непрозорою атмосферою Титана з шаром імли в 100-200 кілометрів над його поверхнею, що призвело до завищених оцінок видимого діаметра супутника.
Титан знаходиться на відстані приблизно 1,2 мільйона кілометрів від Сатурна, який своєю чергою знаходиться приблизно за 1,4 мільярда кілометрів від Сонця. Світло від Сонця досягає Титана приблизно за 80 хвилин. Через таку відстань сонячне випромінювання на Сатурні та Титані приблизно в 100 разів слабше, ніж на Землі.
Маса Титана оцінюється в 1,345 × 1023 кг, що в 1,8 раза більше за Місяць, а за діаметром він перевищує природний супутник Землі в 1,5 раза. Водночас густина Місяця значно більша — 3.344 г/см3 проти 1,882 г/см3 в Титана. Прискорення вільного падіння в обох супутників близьке за величиною: 1,354 м/с² (14 % від земного) для Титана і 1,622 м/с² (16 % від земного) для Місяця.

## Орбіта й обертання

Орбіта Титана (виділена червоним) серед орбіт інших великих супутників Сатурна

Повний оберт навколо Сатурна Титан робить за 15 діб, 22 години та 41 хвилину. Орбіта супутника не є ідеальним колом та має ексцентриситет, що дорівнює 0,0288 (вдвічі менше за ексцентриситет орбіти Місяця). Площина орбіти відхиляється від екватора Сатурна і площини кілець на 0,348°.
Титан обертається синхронно з Сатурном і постійно повернений до планети одним боком. Сатурну потрібно приблизно 29 земних років для оберту навколо Сонця (сатурніанський рік), а нахил вісі обертання Сатурна призводить до змін пір року, подібно до того, як це відбувається на Землі. Кожна пора року на Сатурні триває понад сім земних років. Оскільки Титан обертається майже точно в екваторіальній площині Сатурна, а нахил Титана відносно Сонця приблизно такий самий, як і у Сатурна, рік і пори року на Титані такі ж, як і на Сатурні. 
Нерегулярний супутник Гіперіон знаходиться в орбітальному резонансі 3:4 з Титаном, тобто Гіперіон обертається три рази на кожні чотири оберти Титана.

## Внутрішня будова і склад

Внутрішня будова Титана

За складом Титан схожий на більшість супутників Сатурна, а також на супутники інших планет, такі як Ганімед, Каллісто, Тритон та (ймовірно) карликову планету Плутон. Він складається з водяного льоду і кам'яного матеріалу. Попри схожість за складом з іншими супутниками Сатурна, його середня густина більша через велику масу і, як наслідок, стискання надр під власною силою тяжіння. Виходячи з густини Титана, яка становить 1,881 г/см3, припускають, що супутник складається на 40—60 % з каменю, решта — водяний лід та інші матеріали.
Ймовірно, Титан складається з кількох шарів та 3400-кілометрового скелястого ядра. Ці шари складаються з різних кристалічних форм льоду. Надра супутника можуть бути гарячими, сягаючи температури в 900 кельвінів. Структура Титана значною мірою визначається тепловим потоком всередині планети, який є недостатньо вивченим. Внутрішні шари можуть бути достатньо гарячими, щоб утворити рідкий шар з води та аміаку між льодовою корою, а ще глибші шари можуть складатися з льоду під високим тиском.
Космічний апарат «Кассіні» виявив докази шаруватої структури через природні надзвичайно низькочастотні радіохвилі в атмосфері Титана. Вважається, що поверхня Титана погано відбиває радіохвилі надзвичайно низької частоти, тому вони можуть відбиватися від межі рідини та льоду підповерхневого океану. Також «Кассіні» спостерігав систематичні зміни поверхні на довжині хвилі у 30 км у період з жовтня 2005 року по травень 2007 року, що свідчить про те, що кора супутника відокремлена від внутрішньої частини, і є додатковим доказом існування внутрішнього рідкого шару. Подальші докази того, що рідкий шар і крижана оболонка відокремлені від твердого ядра, походять від дослідження змін гравітаційного поля впродовж обертання Титана навколо Сатурна.

## Поверхня

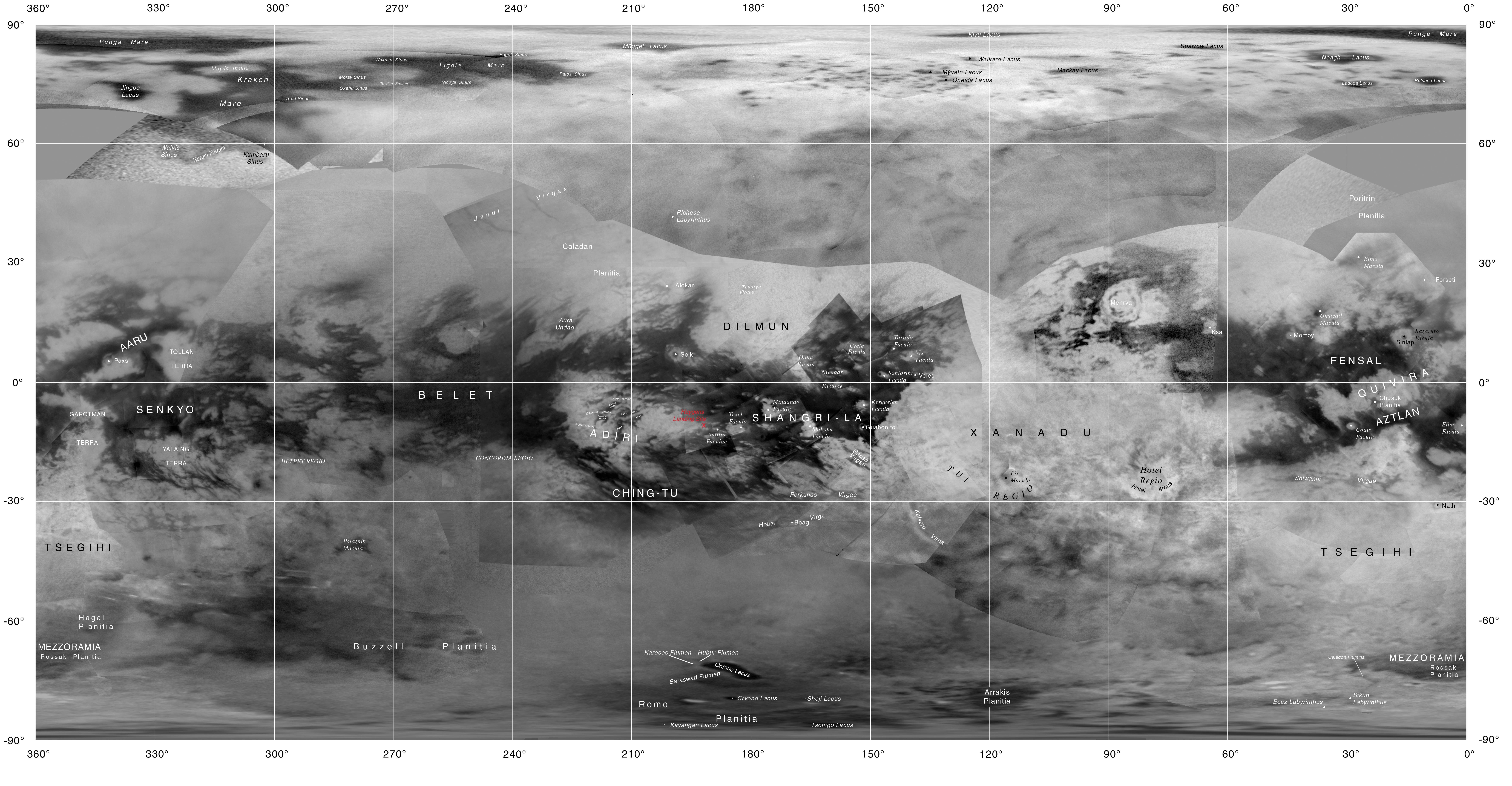
Мапа Титана

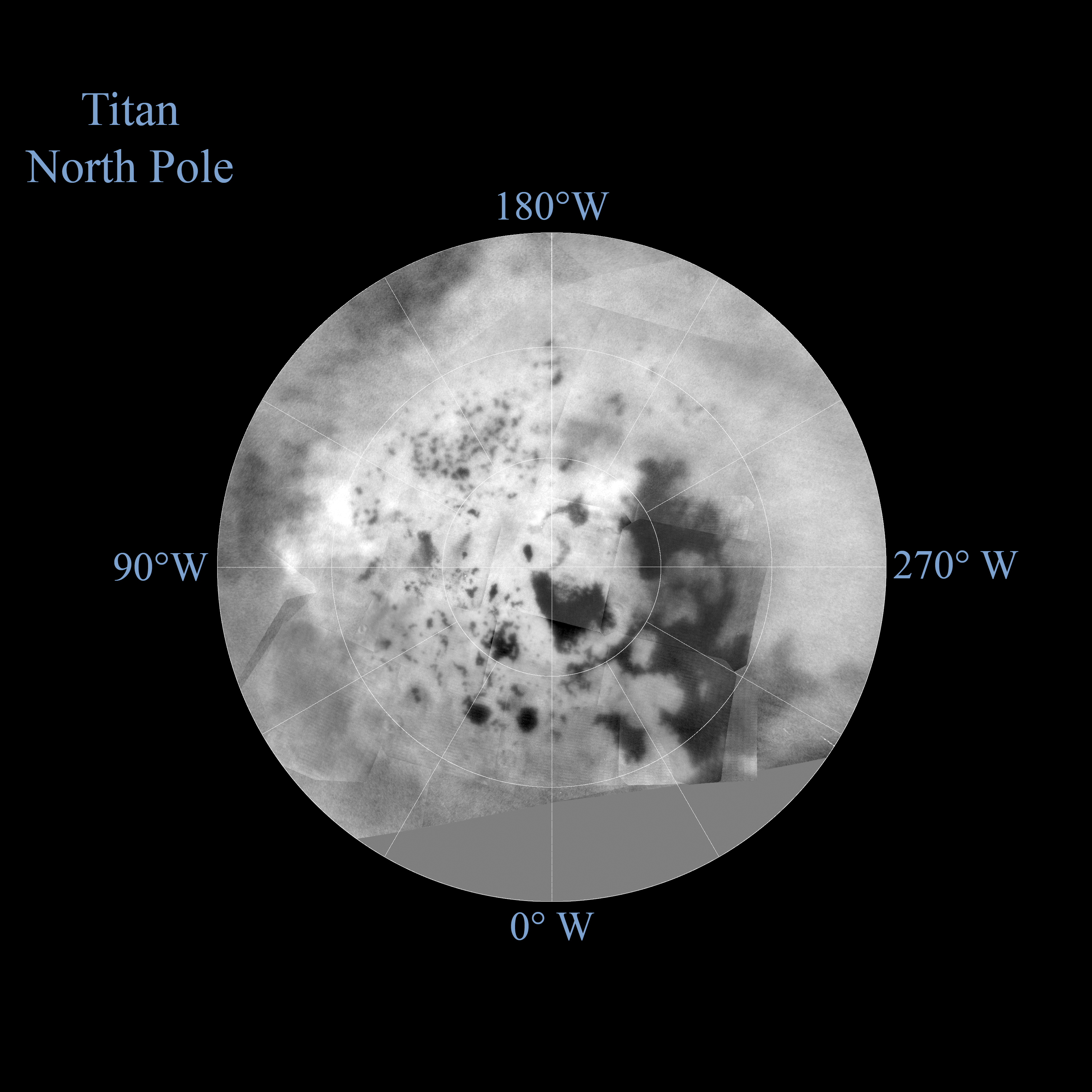
Північний полюс Титана

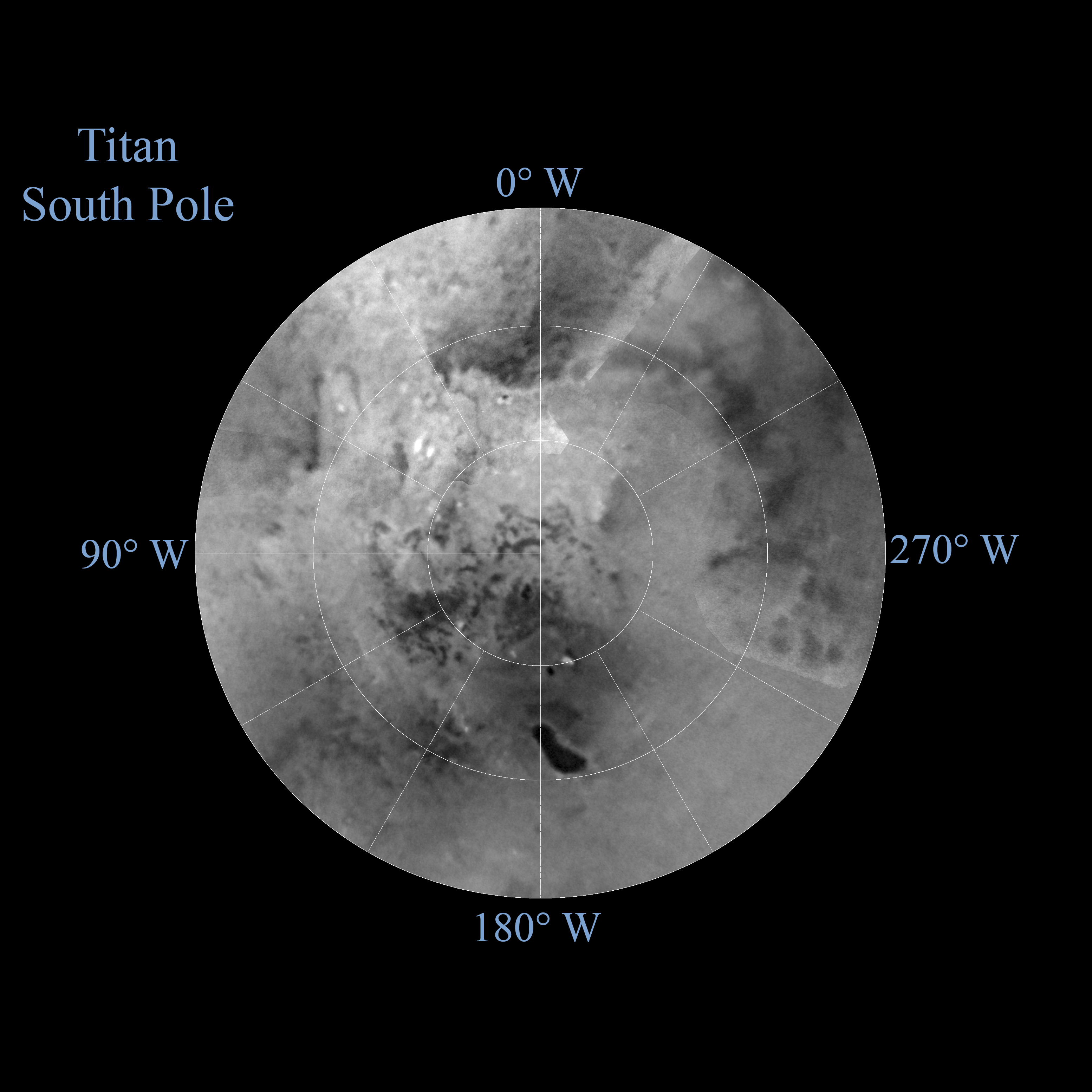
Південний полюс Титана

Поверхня Титана прихована щільною атмосферою та імлою. Лише після прибуття космічного корабля «Кассіні — Гюйгенс» у 2004 році були отримані перші прямі зображення поверхні Титана.
Поверхня Титана є одним із найбільш схожих на Землю місць у Сонячній системі, хоча й зі значно нижчою температурою та іншим хімічним складом. Тут настільки холодно (-179 градусів за Цельсієм), що водяний лід змінює властивості та стає більш подібним до кам'янистих порід. Поверхня Титану сформована потоками метану й етану, які утворюють річища й наповнюють великі озера рідким природним газом. Жоден інший світ Сонячної системи, окрім Землі, немає такої розгалуженої системи річок та озер на своїй поверхні.
Поверхня Титана, сфотографована «Кассіні» в різних спектральних діапазонах, у низьких широтах поділена на декілька світлих і темних областей з чіткими межами. У районі екватора розташований світлий регіон розміром з Австралію (видимий також на інфрачервоних знімках «Габбла»), який отримав назву Ксанаду. На радарних знімках, зроблених у квітні 2006 року, видно гірські хребти заввишки понад 1 км, долини, річища річок, що стікають із підвищень, а також темні плями (заповнені або висохлі озера).

### Рівнини
Більшість поверхні Титана — рівнини. Найбільшими є недиференційовані рівнини, які охоплюють величезні однорідні регіони, що мають темніший колір. Вони розташовані здебільшого між 20° та 60° північної або південної широти.  Припускають, що вони є молодшими за усі інші основні геологічні утворення супутника, за винятком дюн і кількох кратерів. Недиференційовані рівнини, ймовірно, були утворені процесами, що відбуваються під впливом вітру, і складаються з осаду, багатого на органічні сполуки.

### Дюни
Іншим поширеним типом місцевості на Титані є піщані дюни, згруповані у величезні поля дюн або «піщані моря», розташовані в межах 30° на північ або південь від екватора. Дюни на Титані зазвичай мають ширину 1–2 км і розташовані на відстані 1–4 км одна від одної, деякі з них мають довжину понад 100 км. Обмежені дані про висоту, отримані за допомогою радарів, свідчать про те, що дюни сягають у висоту 80—130 м. На зображеннях «Кассіні» дюни виглядають доволі темними. Взаємодія між дюнами та утвореннями, такими як гори, вказує на те, що пісок зазвичай рухається в напрямку із заходу на схід. У піску, який утворює дюни, переважають органічні сполуки, ймовірно, з атмосфери Титана; можливі джерела піску включають річкові канали або недиференційовані рівнини.

### Гори
Висота гір на Титані іноді досягає від кількох сотень метрів до понад 1 кілометра. Радарна альтиметрія показує, що коливання висоти є невеликими, як правило, не більше 150 метрів, але подекуди було виявлено випадкові зміни висоти на 500 метрів.
Дослідження гірських хребтів на Титані у 2016 році показало, що вони переважно розташовані в екваторіальних регіонах Титана. Це означає, що хребти або утворюються частіше або краще зберігаються в регіонах низьких широт. Хребти, в основному орієнтовані зі сходу на захід, мають форму від лінійної до дугоподібної, і вчені порівнюють їх із поясами земної складчастості, що вказує на горизонтальне стиснення або конвергенцію.
Зазвичай поблизу гір прискорення вільного падіння є трохи більшим внаслідок додаткової маси, проте у випадку з Титаном все навпаки: над його горами цей показник менший, ніж над рівнинами.

### Вулкани
Титан може мати вулканічну активність, але замість вулканів, що вивергають магму, може бути присутній лише кріовулканізм. Є поверхневі утворення, які можуть мати кріовулканічне походження і складаються з суміші води з аміаком. Ідентифікація кріовулканічних особливостей на Титані залишається суперечливою, головним чином через обмеження роздільної здатності зображень «Кассіні». Цей космічний апарат виявив кілька потенційних кріовулканів в західній частині Ксанаду та озера з крутими схилами в північній півкулі, які нагадують маарові кратери на Землі, створені вибуховими підземними виверженнями. Найімовірніше, кріовулкани Титана — це комплекс форм рельєфу, який включає дві гори Дум і Еребор, велику западину Сотра Патера і систему потокоподібних утворень Мохіні Флуктус. Між 2005 і 2006 роками частини Сотра Патера і Мохіні Флуктус стали значно яскравішими, тоді як навколишні рівнини залишилися незмінними, що потенційно свідчить про кріовулканічну активність. Непрямі докази кріовулканізму також включають присутність аргону-40 в атмосфері Титана. Радіоактивний аргон-40, ймовірно, утворювався на Титані впродовж мільярдів років у його кам'яному ядрі. Таким чином, присутність аргону-40 в атмосфері Титана підтримує активну геологію на супутнику, причому кріовулканізм є одним із можливих методів виведення ізотопу з надр.

### Кратери
На поверхні Титана порівняно небагато ударних кратерів, оскільки ерозія, тектоніка та кріовулканізм призводять до їх поступової руйнації. Порівняно з кратерами Ганімеда та Каллісто такого ж розміру та структури, кратери Титана мають набагато меншу глибину. Багато з них мають темну поверхню з осадових порід. Геоморфологічний аналіз ударних кратерів свідчить про те, що ерозія та засипання осадовими породами є основними механізмами модифікації кратерів. Кратери Титана розподілені нерівномірно, полярні регіони майже позбавлені будь-яких ідентифікованих кратерів, тоді як їхня більшість розташована в екваторіальній частині супутника. Ця нерівність може бути наслідком існування океанів, які колись займали полюси Титана, полярних відкладень унаслідок минулих опадів або збільшення швидкості ерозії в полярних регіонах. Кілька об'єктів, які можуть бути ударними кратерами, можливо, заповнені вуглеводневим дощем або вулканічними породами.

### Озера та моря

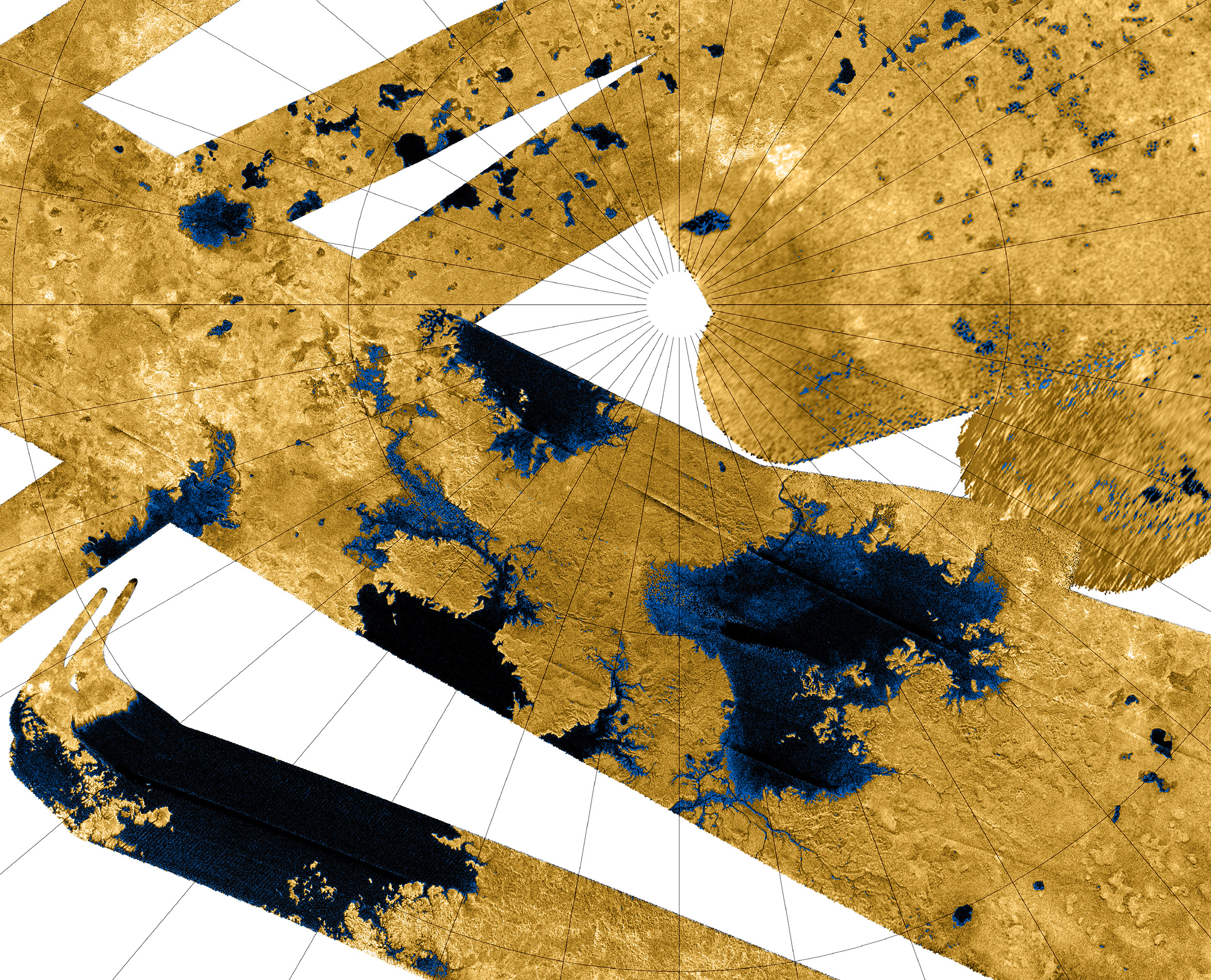
Моря й озера у північній полярній області Титана (за радарними знімками «Кассіні»)

Місія «Кассіні-Гюйгенс» виявила, що на Титані є дощ, річки, озера та моря. У 2004 році «Кассіні» знайшов докази існування великих озер рідкого вуглеводню в північних широтах Титана. У квітні 2016 року ESA оголосило, що одне з трьох великих морів Титана (друге за розміром) поблизу північного полюса, відоме як Лігела Маре, наповнене чистим рідким метаном.
В озерах і морях Титана переважає метан (CH4), з меншою кількістю етану (C2H6) і розчиненого азоту (N2). Частка цих компонентів різна в кожному з морів, наприклад:
- Лігейя-Маре: 71 % CH4, 12 % C2H6 і 17 % N2 за об'ємом;
- Онтаріо Лакус: 49 % CH4, 41 % C2H6 і 10 % N2 за об'ємом.

Оскільки Титан знаходиться у синхронному обертанні з Сатурном, існує постійна припливна опуклість розміром приблизно 100 метрів. Через ексцентриситет орбіти Титана припливне прискорення змінюється на 9 %, хоча через довгий орбітальний період ці зміни є дуже поступовими. Приливний діапазон Титана у великих морях становить приблизно 20-80 см.
Найбільші моря мають глибину в сотні метрів і розміри в сотні кілометрів. Під товстою корою водяного льоду Титана є океан, який складається переважно з води, а не зі зрідженого метану. Підповерхневі води Титана можуть бути місцем для знайомого нам життя, в той час, як його поверхневі озера та моря з рідких вуглеводнів можуть імовірно містити життя, яке використовує іншу хімію, ніж звична нам. Озера Титана здебільшого мають спокійну поверхню, з невеликою кількістю хвиль і брижів, однак «Кассіні» знайшов докази посилення турбулентності протягом літа в північній півкулі, що може спричиняти появу більших хвиль.
Можливе розташування озер і морів Титана здебільшого обмежене його полярними регіонами, де нижчі температури дозволяють вуглеводням постійно перебувати в рідкому стані. Біля північного полюса Титана знаходяться два найбільших моря Кракен-Маре й Лігейя-Маре, а також Пунга-Маре, кожне з яких заповнює широкі западини. Загальна площа цих морів становить приблизно 691 000 квадратних кілометрів (більше за територію України). Південний полярний регіон містить чотири сухі широкі западини, які потенційно являють собою висохле морське дно. Інші менші озера займають полярні регіони Титана, охоплюючи загальну площу поверхні у 215 000 км2. Також є сезонні або тимчасові екваторіальні озера, які можуть об'єднуватися після сильних злив. Через ексцентриситет орбіти Сатурна Титан приблизно на 12 % ближче до Сонця протягом літа в південній півкулі, що робить південне літо коротшим, але спекотнішим, ніж північне літо. Ця асиметрія може сприяти топологічним відмінностям між півкулями: північна півкуля має набагато більше вуглеводневих озер.

## Атмосфера

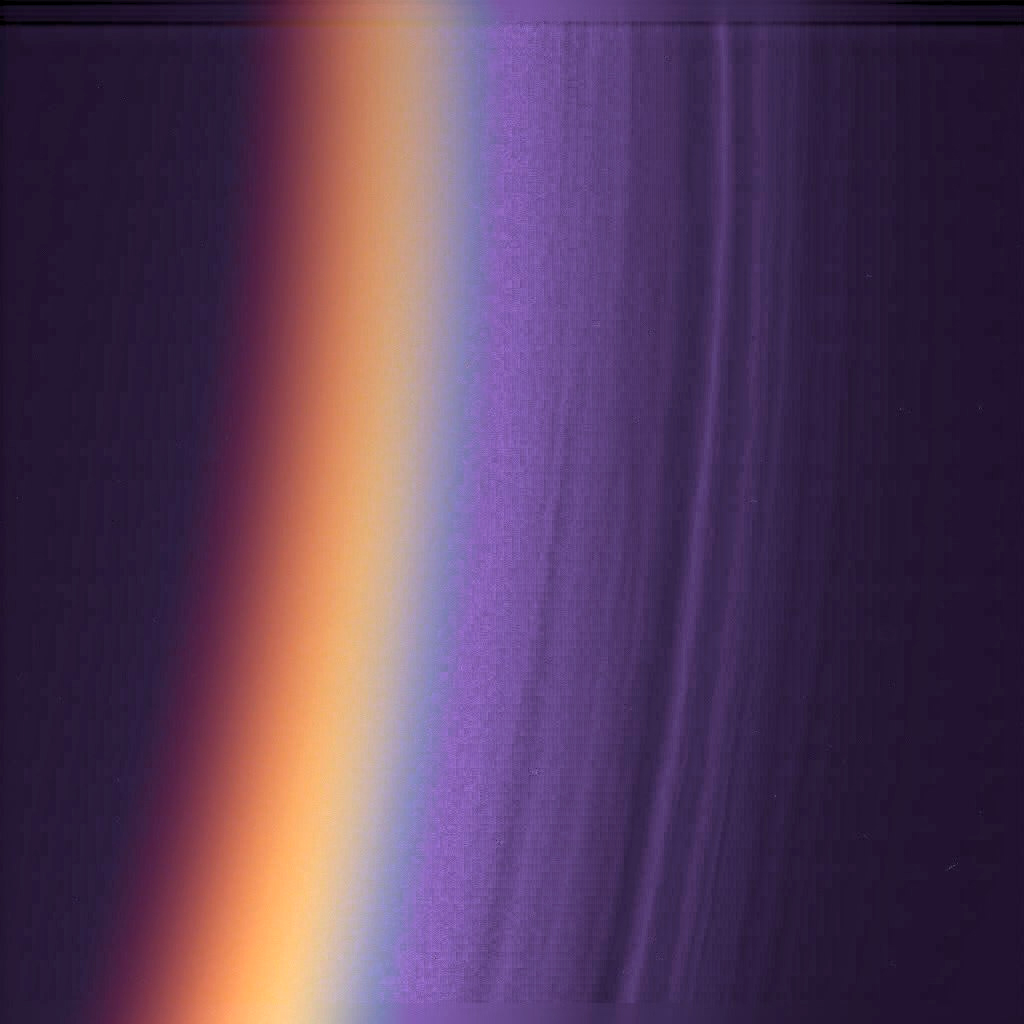
Атмосфера Титана (знімок «Кассіні»)

У 1944 році у ході досліджень було виявлено, що Титан має чітко виражену щільну атмосферу, що є незвичним для супутників Сонячної системи. Титан є найбагатшим на гази супутником у Сонячній системі, його атмосферна маса на одиницю площі набагато більша, ніж у Землі. Спостереження з космічних зондів «Вояджер» показали, що атмосфера Титана щільніша за земну з тиском на поверхні близько 1,45 атм, та приблизно в 1,19 раза масивніша. Атмосфера повністю приховує поверхню Титана; вона настільки непрозора на багатьох довжинах хвиль, що отримати повний спектр відбиття поверхні з орбіти неможливо.
Титан отримує лише близько 1 % кількості сонячного світла, яке отримує Земля, тому середня температура поверхні становить близько −182,55 °C. При цій температурі водяний лід не переходить в інші стани, тому в атмосфері мало водяної пари, попри комбінацію парникового й антипарникового ефектів.

#### Походження атмосфери
Станом на 2024 рік, атмосфера Титана на 95 % складається з азоту і чинить на поверхню на 50 % більший тиск, ніж земна атмосфера. Станом на 2005 рік, не існує єдиної думки про її походження: є декілька різних версій, але до кожної з них є серйозні контраргументи.
Так, за однією теорією, атмосфера Титана спочатку складалася з аміаку (NH3), потім почалася дегазація супутника під дією ультрафіолетового сонячного випромінювання з довжиною хвилі переважно нижче 260 нм; це призвело до того, що аміак почав розкладатися на атомарні азот і водень, які з'єднувалися в молекули азоту (N2) і водню (H2). Важчий азот опускався вниз до поверхні, а легший водень виходив у космічний простір, оскільки низька гравітація Титана не здатна утримати і призвести до накопичення цього газу в атмосфері. Однак, критики подібної теорії відмічають, що для подібного процесу необхідно, щоб Титан формувався при відносно високій температурі, при якій могло б відбутися розділення речовин, що складають супутник на кам'янисту серцевину і замерзлий крижаний верхній шар. Однак спостереження зонда «Кассіні» вказують, що речовина Титана не настільки чітко поділяється на шари.
Згідно з іншою теорією, азот міг зберегтися з часів формування Титана, однак у цьому випадку в атмосфері повинно також бути і багато ізотопу аргону-36, який також входив до складу газів у протопланетному диску, з якого утворилися планети і супутники Сонячної системи. Однак спостереження показали, що в атмосфері Титана дуже мало цього ізотопу.
2011 року в журналі Nature Geoscience була опублікована ще одна теорія, в якій припускається, що атмосфера Титана утворилася завдяки інтенсивному кометному бомбардуванню близько чотирьох мільярдів років тому. На думку авторів ідеї, азот утворився з аміаку при співударянні комет з поверхнею Титана; така «аварія» відбувається на величезній швидкості, і в місці удару різко підвищується температура, а також створюється дуже високий тиск. При таких умовах цілком можливе проходження хімічної реакції. Для перевірки своєї теорії автори з допомогою лазерних гармат обстрілювали мішень із замороженого аміаку снарядами з золота, платини і міді. Цей дослід показав, що при ударі дійсно відбувається розкладання аміаку на водень та азот. Вчені підрахували, що під час інтенсивного кометного бомбардування Титана повинно було утворитися близько 300 квадрильйонів тонн азоту, чого, за їхніми словами, цілком достатньо для формування атмосфери Титана.
Сучасні оцінки втрат атмосфери Титана у порівнянні з її початковими характеристиками виконуються на основі аналізу співвідношення ізотопів азоту 15N до 14N. За цим спостереженням встановлено, що це співвідношення у 4—4,5 раза вище, ніж на Землі. Отже, початкова маса атмосфери Титана була приблизно у 30 разів більша від сучасної, оскільки через слабшу гравітацію легкий ізотоп нітрогену 14N повинен втрачатися швидше під дією нагрівання та іонізації випромінюванням, а 15N накопичуватися.

### Склад
Атмосфера Титана складається з азоту (97 %), метану (2,7±0,1 %) і водню (0,1–0,2 %). Є сліди щонайменше десятка інших вуглеводнів (наприклад діацетилен, метилацетилен, ацетилен, пропан) та інших газів, таких як ціаноацетилен, ціанистий водень, діоксид вуглецю, монооксид вуглецю, ціан, аргон і гелій. Вчені вважають, що вуглеводні утворюються у верхніх шарах атмосфери Титана внаслідок реакцій, які є результатом розпаду метану під дією ультрафіолетових променів Сонця; ця реакція також утворює густу помаранчеву імлу. У 2013 році у верхніх шарах атмосфери Титана було виявлено поліароматичні вуглеводні та пропілен (вперше виявлений на планеті чи супутнику, окрім Землі).

### Імла
Титан вкритий шаром імли. Непрозорі шари імли блокують більшість видимого світла від Сонця та інших джерел і затемнюють поверхню Титана. Імла утворюється в результаті розщеплення та перероблення метану й азоту, ці процеси створюють своєрідний смог — густу помаранчеву імлу, через яку поверхню супутника важко побачити з космосу. Однак космічні апарати та телескопи можуть бачити крізь імлу на певних довжинах хвиль світла поза межами видимого діапазону.
Імла в атмосфері Титана сприяє антипарниковому ефекту, відбиваючи сонячне світло назад у космос, і роблячи поверхню супутника значно холоднішою, ніж верхній шар атмосфери. Це частково компенсує підвищення температури через парниковий ефект та знижує температуру поверхні приблизно на 9 К.

### Хмари

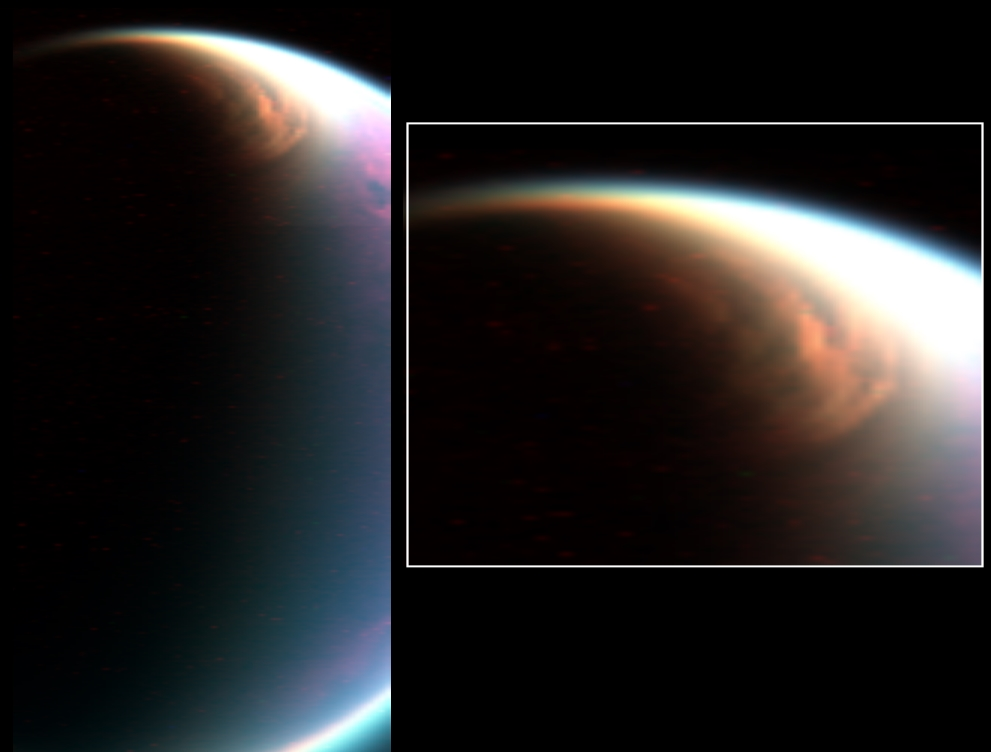
Метанові хмари над північним полюсом Титана (фото «Кассіні»)

В атмосфері Титана є розсіяні мінливі хмари. Ймовірно, вони складаються з метану, етану або інших простих органічних речовин. Інші складніші хімічні речовини в невеликих кількостях відповідають за помаранчевий колір хмар, який видно з космосу.
У полярних регіонах (вище 60 градусів широти) у тропосфері та над нею з'являються широкі та постійні хмари етану; на нижчих широтах переважно метанові хмари на висоті 15–18 км, вони більш спорадичні та локалізовані. У літній півкулі часто зустрічаються густі, але спорадичні метанові хмари, які скупчуються навколо 40 градусів широти. Виявлено також сезонні коливання хмарного покриву. Протягом 29-річного обертання Сатурна навколо Сонця хмарні системи Титана тримаються протягом 25 років, а потім зникають на чотири-п'ять років, перш ніж знову з'явитися. Хмари також були виявлені над південним полярним регіоном. Хоча зазвичай вони покривають 1 % диска Титана, спостерігаються підвищення їх активності, під час яких хмарний покрив швидко розширюється до 8 %. 
Грозова активність на Титані не спостерігалася, проте комп'ютерні моделі припускають, що хмари в нижній частині тропосфери можуть накопичувати достатньо заряду, щоб генерувати блискавку висотою приблизно 20 км. Наявність блискавок в атмосфері Титана сприяла б синтезу органічних матеріалів.

### Опади
Висновки, зроблені за даними зонда «Гюйгенс», показують, що на Титані періодично ідуть дощі з рідкого метану та інших органічних сполук. У жовтні 2007 року спостерігачі відзначили збільшення непрозорості в хмарах над екваторіальним регіоном Ксанаду, що могло вказувати на «метановий дощ», хоча це не було прямим доказом опадів. Наступні зображення озер у південній півкулі Титана, зроблені протягом року, показали, що вони збільшуються, заповнюючись сезонними вуглеводневими опадами. Наявність дощу вказує на те, що Титан може бути єдиним тілом Сонячної системи, крім Землі, на якому можуть утворюватися веселки; проте, враховуючи непрозорість атмосфери для видимого світла, переважну більшість веселок буде видно лише в інфрачервоному діапазоні.

### Вітри
Приземні вітри зазвичай слабкі (<1 м/с). Комп'ютерне моделювання показує, що величезні дюни, схожі на сажу, що розташовані в екваторіальних регіонах, можуть бути сформовані штормовими вітрами, які відбуваються раз на п'ятнадцять років, коли Титан перебуває в точці рівнодення. Шторми створюють сильні низхідні потоки, що рухаються в напрямку з заходу на схід зі швидкістю до 10 метрів на секунду, коли вони досягають поверхні. Наприкінці 2010 року, що відповідало ранній весні в північній півкулі Титана, серія метанових штормів спостерігалася в його екваторіальних пустельних регіонах.

## Магнітне поле та взаємодія з Сатурном
Внутрішнє магнітне поле Титана є незначним; деякі дослідники припускають його повну відсутність. Дослідження 2008 року показали, що Титан зберігає залишкову намагніченість внаслідок дії магнітного поля Сатурна. Це відбувається впродовж коротких проміжків часу, коли він виходить за межі магнітосфери Сатурна та піддається прямому впливу сонячного вітру. Припускають, що плазма сонячного вітру в магнітооболонці змінює іоносферу Титана через додавання ударної іонізації частинок шляхом «вибивання» протонів з атомів. Цей процес може іонізувати та виносити деякі молекули з верхніх шарів атмосфери, а також бути причиною хімічних реакцій в атмосфері Титана, що можуть призвести до втрати частини атмосфери, замість того, щоб захистити її від сонячного вітру.
Титан обертається всередині магнітопаузи Сатурна, у дальній частині магнітосфери або поза нею. Атмосфера Титана на верхніх рівнях іонізується через обмін зарядами, ударну іонізацію та фотоіонізацію. Новостворена плазма збільшує масу магнітосферної плазми, яка циркулює в магнітосфері Сатурна зі швидкістю, близькою до першої космічної. Оскільки ця швидкість набагато вища за орбітальну швидкість Титана, збільшення маси сповільнює рух плазми у магнітосфері. Така взаємодія змінює форму магнітного поля супутника. За своїм впливом взаємодія між магнітосферою Сатурна та атмосферою Титана подібна до взаємодії сонячного вітру з кометами та Венерою. Коли Титан виходить за межі магнітосфери Сатурна, він піддається впливу сонячного вітру, який іонізує та виносить молекули з атмосфери супутника.

## Можлива колонізація
Титан є одним із кандидатів на колонізацію в зовнішній частині Сонячної Системи. Одна з причин інтересу до колонізації супутника — наявність на ньому вуглеводнів, на яких нині працює велика частина земної техніки. У процесі колонізації Титана також слід враховувати можливість наявності рідких органічних сполук і навіть некисневого життя. Поточні плани флагманської програми НАСА (Outer Planet Flagship) підтверджують, що Титан поряд з Енцеладом є найбільш пріоритетними цілями для подальшої розвідувальної місії (орієнтовно в сер. 2020-х), а за нею — перспективно можливого польоту людського екіпажу.
За оцінкою Європейського космічного агентства, рідких вуглеводнів на поверхні Титана в сотні разів більше, ніж нафти й природного газу на Землі. Розвідані запаси природного газу на Землі становлять близько 130 млрд тонн, що еквівалентно кількості палива в кожному з десятків метаново-етанових озер Титана.
Титан має всі основні елементи необхідні для життя — вуглець, водень, азот і кисень. Його колосальні запаси вуглеводнів могли б служити відмінним джерелом енергії для потенційних колоністів, яким не потрібно буде турбуватися про космічне випромінювання завдяки щільній атмосфері. Випромінювання радіаційного пояса Сатурна значно м'якше, ніж Юпітера. Атмосфера Титана настільки щільна, що польоти над ним стануть основним способом пересування. Її тиск приблизно дорівнює тому, який відчувають на собі дайвери на глибині 5 метрів. Її температура вимагає використання скафандрів. Ще одна проблема — наявність у ній ціанистого водню, здатного вбити людину за кілька хвилин навіть при таких низьких концентраціях. Однак це не заважає Титану вважатися найперспективнішою ціллю колонізації у зовнішній Сонячній системі.

## Культурний вплив
Маючи спільні характеристики із Землею (наприклад, системи річок та озер), Титан привернув увагу письменників як місце, яке могло б бути колонізоване людьми або населене позаземним життям. Титан був місцем подій чи з'являвся у сюжеті у десятках оповідань і романів письменників наукової фантастики, зокрема Артура Кларка, Філіпа Діка, Айзека Азімова та Курта Воннеґута.